# Türi
Türi (tyska: Turgel) är en stad som utgör centralort i Türi kommun i landskapet Järvamaa i Estland. Orten nämns första gången 1347. Den fick järnväg 1900, rättigheter som köping 1917 och som stad 1926.